# 麥卡勒斯克羅斯羅茲 (北卡羅萊納州)
麥卡勒斯克羅斯羅茲（英語：McCullers Crossroads）是位於美國北卡羅萊納州韋克縣的非建制地區。

## 歷史
麥卡勒斯克羅斯羅茲的郵局於1899年設立，其後於1938年停運。

## 地理
麥卡勒斯克羅斯羅茲所處的海拔為高於海平面127米（即417英呎），而該地所採用的時區為UTC-5，即北美东部时区（EST）。同時該地設有夏令時間，為UTC-5調快一小時，即UTC-4（EDT）。